# Bratka László
Bratka László (Budapest, 1949. április 18. – Budapest, 2006. július 3.) magyar költő, műfordító.

## Életpályája, irodalmi munkássága
Textiltechnikusként végzett. Verseivel először a Réz Pál által szerkesztett Ne mondj le semmiről c. kötetben mutatkozott be 1974-ben. Első önálló verseskötete 1982-ben jelent meg.
1982-1986 között a Kőrösi Csoma Társaságnál tibetológiát tanult. Számos orosz költőt, írót az ő tolmácsolásában ismert meg a közönség. Sokat tett a másként gondolkodó orosz alkotók megismerése érdekében is. Társ-forgatókönyvírója a Gothár Péter által rendezett Haggyállógva, Vászka című filmnek, de ő fordította az irodalmi alapot adó Mariana Kozireva művet is.
Az írók közül elsőként kezdett internetes naplót, blogot írni.

## Kötetei
- Ne mondj le semmiről. Tizenhárom költő: Banos János, Bratka László stb. bemutatkozik; szerk. Réz Pál; Szépirodalmi, Bp., 1974
- Verseim idegen tájban; Szépirodalmi, Bp., 1981
- A mohóság hajtotta, a titkok szomja...; Cserépfalvi, Bp., 1992
- Sarkcsillagig érő ajtófélfa tövében; Széphalom Könyvműhely, Bp., 1993
- Ecce volt, hol nem volt; Széphalom Könyvműhely, Bp., 1998
- Felhős; Széphalom Könyvműhely, Bp., 2001
- Hétpecsétes város levéltáraiban... Válogatott és új írások, versek, 1970-2002; Kortárs, Bp., 2003
- Az időjáró jelentéseiből; Kortárs, Bp., 2006

## Szerkesztések
- A forradalom bíbora (versantológia orosz költők 1918-1922 között írt verseiből, válogatás, szerkesztés, Mezey Katalinnal közösen, Móra, 1987)
- Nincs és lehet közt. Versantológia; vál., szerk. Bratka László; Masszi, Bp., 2002

## Fordításai
- Mihail Solohov: Azúrkék Puszta (elbeszéléskötet, másokkal), Magvető Kiadó, 1980
- A négylábú tyúk (mai szovjet szatírák; válogatás; fordítás, másokkal), Szépirodalmi, Budapest; 1984
- Valerij Popov: Mégis összejött (kisregény, fordítás), Európa, Budapest, 1985
- Mihail Zoscsenko: Napfölkelte előtt (elbeszélés- és esszékötet ford.), Európa. Budapest, 1990
- Vladimir Nabokov: Meghívás kivégzésre (kisregény), Európa, Budapest, 1991
- Szanjútei Encsó: Kísértetlámpás (regény), Széphalom, Budapest, 1994
- Vladimir Nabokov: Terra incognita (elbeszéléskötet), Kráter Kiadó, Budapest, 1995
- Konsztantyin Vaginov: Harpagoniáda (c. kötetben 1. kisregény), Századvég, Budapest, 1994
- Viktor Jerofejev: Az orosz széplány (regény), Európa, Budapest, 1996, 1999
- Oszip Mandelstam: Az idő zúgása (kisprózai művek, másokkal), Széphalom, Budapest, 1997
- Viktor Jerofejev: Az élet öt folyója, Európa, Budapest, 1999
- Viktor Pelevin: Generation „P” (regény), Európa, Budapest, 2001
- Viktor Pelevin: Omon Ré (kisregény), JAK-Osiris, Budapest, 2001
- Viktor Pelevin: Az agyag géppuska, Európa, Budapest, 2002
- Viktor Pelevin: Kristályvilág (elbeszélések), JAK, 2002; Gondolat, 2004
- Viktor Pelevin: A tervhivatal hercege (társfordítóval), Gondolat, 2004
- Vlagyimir Szorokin: A jég, Gondolat, 2004
- Vlagyimir Szorokin: Kékháj, Jaffa, 2004
- Viktor Pelevin: Hunok harmóniája (elbeszélések, fordítótárssal), Gondolat, 2005
- Viktor Pelevin: Számok, Európa, 2005
- Valerij Zalotuha: A muzulmán, Jaffa, 2005

A Színházi adattárban regisztrált bemutatóinak száma: 3.

## Elismerései
- Móra Könyvkiadó Nívódíja (1988)
- TV-nívódíj (1996)
- Arany János Alapítvány Év Könyve Díj (1996, 2003)
- Wessely László-díj (1997)
- Pro Literatura díj (2001)
- NKA-ösztöndíj (1995, 1998, 2001, 2003 fél év, 2005)
- MAOE-ösztöndíj (1999, 2002 öt hónap)